# بلاي ستيشن في آر وورلدز
بلاي ستيشن في آر وورلدز، هي لعبة فيديو بريطانية، تم تطويرها من قبل ستوديو لندن، وتم إصدارها في الأسواق سنة 2016، وتعمل حصراً لمنصة بلاي ستيشن 4، حيث تتطلب امتلاك نظارة الواقع الإفتراضي بلاي ستيشن في آر لاستخدام اللعبة.